# Франциск I (король Наварри)
Франциск I Феб (18 квітня 1469 — 7 січня 1483) — король Наварри у 1479—1483 роках, граф Фуа, Біггора, віконт Беарну, Кастельбону і Нарбонну, князь Андорри у 1472—1483 роках, пер Франції.

## Біографія
Походив з династії Фуа. Син Гастона де Фуа, принца Віанського, та Магдалени Валуа, сестри Людовика XI, короля Франції. У два роки втратив батька. Після смерті діда Гастона IV де Фуа, успадкував графство Фуа та віконство Беарн. У 1479 році після смерті бабці Елеонори I, Франциск Феб стає новим королем Наварри.
Протягом недовгого правління Франциска I його мати Магдалена, як регентка, намагалася примирити ворогуючі партії аристократів Аграмонів і Бомонів. Перші підтримували збереження на троні династії Фуа, в той час як Бомони стояли за те, щоб трон Наварри отримала династія Трастамара. У 1481 році відбулася коронація Франциска I у Памплоні.
Помер наглою смертю, граючи на трубі. За однією з версій короля було отруєно. Поховано у м. Лескар. Владу успадкувала його сестра Катерина.